# Ибрагим ибн Хусейн
Ибрагим ибн Хусейн — правитель Западного Караханидского каганата (1178—1202) с резиденцией в Самарканде.

## Биография

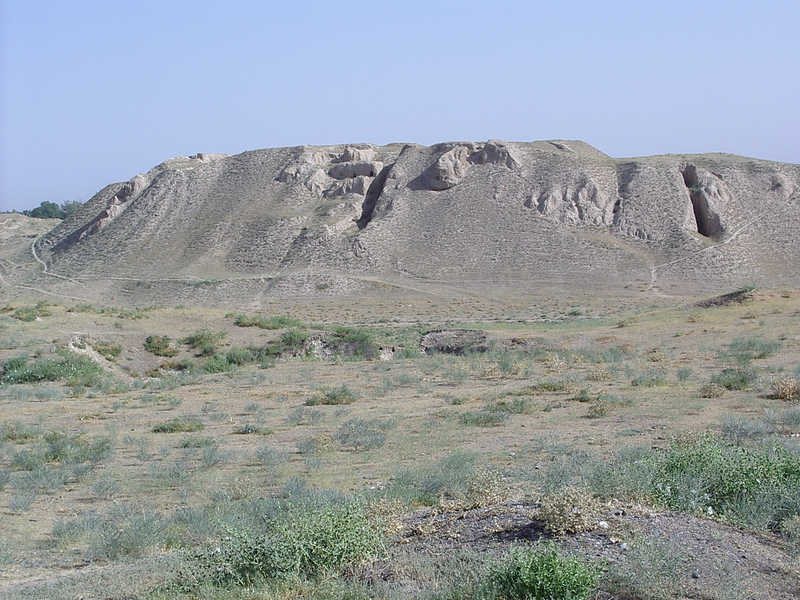
руины резиденции Ибрагима ибн Хусейна, городище Афрасиаб, Самарканд

На монетах Ибрагима ибн Хусейна были нанесены его имя и титулы: Ибрагим Арслан-хакан, круговая легенда: Нусрат ад-дунйа ва-д-дин, Нусрат ад-дунйа ва-д-дин Ибрагим Куч Арслан-хан. На монетах, выпущенных в Самарканде была надпись: Нусрат ад-дунйа ва-д-дин Улуг султан ас-салатин Ибрахим б. ал-Хусайн. Ибрагим ибн Хусейн чаще использовал титулы:  Арслан-хан/хакан. 2. Куч Арслан-хан. 3. Улуг султан ас-сала-тин. 4. Нусрат ад-дунйа ва-д-дин. Обильный чекан Ибрагима представлен динарами, дирхамами и фалсами, битыми в Самарканде и Бухаре.
При дворе караханидов в Самарканде сложился научный и литературный центр Мавераннахра. Одним из знаменитых учёных был историк Маджид ад-дин ас-Сурхакати, который в Самарканде написал «Историю Туркестана», в которой излагалась история династии Караханидов.
Наиболее ярким памятником в Самарканде был дворец Ибрагим ибн Хусейна (1178—1202), который был построен в цитадели во второй половине XII века. При раскопках были обнаружены фрагменты монументальной живописи. На восточной стене был изображён тюркский воин, одетый в жёлтый кафтан и держащий лук. Здесь же были изображены лошади, охотничьи собаки, птицы и периподобные женщины. 
В 1087 году, после смерти Ибрагим ибн Хусейна-хана, на престол в Самарканде вступил его сын Усман ибн Ибрагим, который стал последним караханидским владетелем Самарканда и, последним главой Западного Караханидского каганата.